# Eileen Myles
Eileen Myles, née le 9 décembre 1949 à Cambridge dans la proche banlieue de Boston (Massachusetts) est une poète, romancière, nouvelliste, librettiste, directrice de publication et universitaire américaine. Elle est une des figures majeures de la culture underground et LGBT aux États-Unis.

## Biographie
Après ses études secondaires au sein d'une école catholique d'Arlington dans l'État du Massachusetts, Eileen Myles est acceptée par l'université du Massachusetts à Boston, où elle obtiendra son Bachelor of Arts. En 1974, elle complète sa formation universitaire en travaillant au Poetry Project at St. Mark's Church (en), puis dans des ateliers d'écriture animés par Ted Berrigan, Alice Notley, Jim Brodey, Paul Violi, Bill Zavatsky (en). En 1979, Eileen Myles travaille comme assistante du poète James Schuyler,,.
Le St. Mark's Poetry Project a embauché Eileen Myles comme directrice artistique en 1984, poste qu'elle occupe jusqu'en 1986.
Les coordinatrices du programme pour cette période sont Patricia Spears Jones et Jessica Hagedorn, et Eileen  Myles a invité Alice Notley et Dennis Cooper à enseigner.
De 2002 à 2007, elle est professeure émérite de littérature à l'université de Californie à San Diego,
Eileen Myles est régulièrement publiée dans des revues et magazines tels que : The Nation, Bookforum (en), Index, Art in America, The Village Voice, Nest, Stranger (magazine) (en), Poetry.

## Œuvres

### Recueils de poésies
- The Irony of the Leash  (ill. Steve Levine), New York, Jim Brodey Books, 1978, 27 p. (OCLC 4722310),
- Sappho's Boat : Poems, Los Angeles, Californie, Little Caesar Press, 1982, 56 p. (OCLC 8861798),
- 1969, New York, Hanuman Press, 1989, 150 p. (ISBN 9780937815250, OCLC 333764270),
- Not Me, New York, Semiotext(e), coll. « Semiotext(e) Native Agents Series », 1991, 228 p. (ISBN 9780936756677, OCLC 24444807, lire en ligne),
- Maxfield Parrish : Early & New Poems, Santa Rosa, Californie, Black Sparrow Press, 1995, 246 p. (ISBN 9780876859742, OCLC 246904758, LCCN 95008852, lire en ligne),
- School of Fish, Santa Rosa, Californie, Black Sparrow Press (réimpr. 2011) (1re éd. 1997), 208 p. (ISBN 9781574230321, OCLC 36681695, LCCN 97011773, lire en ligne),
- Skies : New Poems, Santa Rosa, Californie, Black Sparrow Press, 2001, 228 p. (ISBN 9781574231762, OCLC 48122832, LCCN 2001049947, lire en ligne),
- On My Way, Cambridge, Massachusetts, Faux Press, 2001, 76 p. (ISBN 9780971037137, OCLC 48839206, lire en ligne),
- Sorry, Tree, Seattle, Washington, Sorry, Tree, 2007, 83 p. (ISBN 9781933517209),
- Snowflake, Seattle, Washington, Wave Books, 2012, 198 p. (ISBN 9781933517582, OCLC 1084940310),
- I Must Be Living Twice : New and Selected Poems 1975 - 2014, New York, Ecco Press (réimpr. 2016, 2018) (1re éd. 2015), 372 p. (ISBN 9780062389084, OCLC 942940428, LCCN 2016297462, lire en ligne),
- Evolution, Greenwich Village, Manhattan, Grove Press, 2018, 222 p. (ISBN 9780802128508),
- a "Working Life", New York, Grove Press, 2024, 268 p. (ISBN 9780802163295, OCLC 1446381115),

### Romans et nouvelles
- Bread and Water : Stories, Madras, état du Tamil Nadu, Inde, Hanuman Books, coll. « Hanuman Books » (no 3) (réimpr. 2023) (1re éd. 1987), 205 p. (ISBN 9780937815021, OCLC 20391613),
- Chelsea Girls, Santa Rosa, Californie, Black Sparrow Press (réimpr. 2015) (1re éd. 1994), 228 p. (ISBN 9780876859339, OCLC 30029691, LCCN 94009895, lire en ligne),
- Cool for You : A Novel, Berkeley, Californie, Soft Skull Press (réimpr. 2008, 2017) (1re éd. 2000), 212 p. (ISBN 9781619029170, OCLC 954537028, lire en ligne),
- Inferno : a Poet's Novel, Berkeley, Californie, Soft Skull Press (réimpr. 2010, 2016) (1re éd. 2008) (ISBN 9781944869106, OCLC 223917080),
- Afterglow, New York, Grove Press, 2017, 136 p. (ISBN 9780802127099, lire en ligne),

### Catalogue

#### Galerie Thread Waxing Space
- Message to Pretty, New York, Thread Waxing Space, 1998, 15 p. (ISBN 9781891027031, OCLC 47715436)

### Autobiographie
- Street Retreat, Los Angeles, Californie, Semiotext(e), coll. « Semiotext(e) Whitney series » (no 8), 2014, 27 p. (ISBN 9781584351467, OCLC 879666898),

### Essais
- The Importance of Being Iceland : Travel Essays in Art, Los Angeles, Californie, Semiotext(e), coll. « Semiotext(e) native agents series », 2009, 372 p. (ISBN 9781584350668, lire en ligne),
- For Now, New Haven, Connecticut,, Yale University Press, 2020, 96 p. (ISBN 9780300244649),

### Directrice de publication
- Eileen Myles (dir.) et Liz Kotz (dir.) (ill. , Nicole Eisenman), The New Fuck You : Adventures In Lesbian Reading, Columbia University, New-York, Semiotext(e),, coll. « Semiotext(e) Native Agents Series », 1995, 312 p. (ISBN 9781570270574, OCLC 33501128),
- Eileen Myles (dir.), Pathetic Literature : an Anthology, New York, Grove Press, 2022, 645 p. (ISBN 9780802157157, OCLC 1346124865),

### Articles

#### Années 1985-1999
- « Merry Christmas, Dr. Title », BOMB, no 18,‎ hiver 1987, p. 72 (1 page) (lire en ligne ),
- « A Poem in Two Homes », BOMB, no 21,‎ 1987, p. 76-77 (2 pages) (lire en ligne ),
- « Peanut Butter », Ploughshares, vol. 15, no 4,‎ hiver 1989 - 1990, p. 149-152 (4 pages) (lire en ligne ),
- « Immanence », Ploughshares, vol. 15, no 4,‎ hiver 1989 - 1990, p. 148 (1 page) (lire en ligne ),
- « Untitled », The Kenyon Review, vol. 14, no 1,‎ hiver 1992, p. 107-108 (2 pages) (lire en ligne ),
- « Rut », The Kenyon Review, vol. 14, no 1,‎ hiver 1992, p. 105-107 (3 pages) (lire en ligne ),
- « Closing up Shop », The Kenyon Review, vol. 14, no 1,‎ hiver 1992, p. 108-109 (2 pages) (lire en ligne ),
- « Waterfall », New England Review, vol. 14, no 4,‎ 1992, p. 213-215 (3 pages) (lire en ligne ),
- « PV », New England Review, vol. 14, no 4,‎ 1992, p. 210-212 (3 pages) (lire en ligne ),
- « Jumble », New England Review, vol. 14, no 4,‎ 1992, p. 209-210 (2 pages) (lire en ligne ),
- « Prints of Words », The Print Collector's Newsletter, vol. 24, no 4,‎ septembre - octobre 1993, p. 132-135 (4 pages) (lire en ligne ),
- « Eileen's Vision », The American Poetry Review, vol. 24, no 3,‎ mai-juin 1995, p. 52 (1 page) (lire en ligne ),
- « Taxing », The American Poetry Review, vol. 25, no 4,‎ juillet- août 1996, p. 15 (1 page) (lire en ligne ),
- « Rotting Symbols », The American Poetry Review, vol. 25, no 4,‎ juillet - août 1996, p. 14 (1 page) (lire en ligne ),
- « Snakes », The Massachusetts Review, vol. 39, no 1,‎ printemps 1998, p. 47-49 (3 pages) (lire en ligne ),
- « Cortege », The Massachusetts Review, vol. 39, no 1,‎ printemps 1998, p. 50 (1 page) (lire en ligne ),
- « Seattle Harbor », The American Poetry Review, vol. 28, no 2,‎ mars - avril 1999, p. 8 (1 page) (lire en ligne ),

#### Années 2000-2009
- « Road Buddy », The American Poetry Review, vol. 30, no 5,‎ septembre - octobre 2001, p. 37 (1 page) (lire en ligne ),
- « Sympathy », The American Poetry Review, vol. 30, no 5,‎ septembre - octobre 2001, p. 37 (1 page) (lire en ligne ),
- « Springs », The Baffler, no 15,‎ 2002, p. 35-37 (3 pages) (lire en ligne ),
- « No Rewriting », Mississippi Review, vol. 31, no 3,‎ 2003, p. 219-225 (7 pages) (lire en ligne ),
- « Tim: A Review », Mississippi Review, vol. 31, no 3,‎ 2003, p. 226-231 (6 pages) (lire en ligne ),
- « I Know I'm One », The American Poetry Review, vol. 34, no 3,‎ mai - juin 2005, p. 41 (1 page) (lire en ligne ),
- « Each Defeat », The American Poetry Review, vol. 34, no 3,‎ mai - juin 2005, p. 41 (1 page) (lire en ligne),
- « Energy: "April Galleons" (1987) », Conjunctions, no 49,‎ 2007, p. 360-363 (4 pages) (lire en ligne ),
- « ̶N̶o̶̶ ̶R̶a̶i̶n̶ », The Massachusetts Review, vol. 49, nos 1/2,‎ printemps - été 2008, p. 44-46 (3 pages) (lire en ligne ),
- « Transitions », The Massachusetts Review, vol. 49, nos 1/2,‎ printemps - été 2008, p. 41-43 (3 pages) (lire en ligne ),
- « Girlfriend », The Massachusetts Review, vol. 49, nos 1/2,‎ printemps - été 2008, p. 47 (1 page) (lire en ligne ),
- « Byron's Signatories », Chicago Review, vol. 53/54,‎ été 2008, p. 89-91 (3 pages) (lire en ligne ),

#### Années 2010-2019
- « My Box », Ploughshares, vol. 38, no 1,‎ printemps 2012, p. 114-116 (3 pages) (lire en ligne ),
- « The Arrangement », The American Poetry Review, vol. 42, no 4,‎ juillet - août 2013, p. 4 (1 page) (lire en ligne ),
- « Loser », The American Poetry Review, vol. 42, no 4,‎ juillet - août 2013, p. 4-5 (2 pages) (lire en ligne ),
- « Uppity », Poetry, vol. 202, no 5,‎ septembre 2013, p. 464 (1 page) (lire en ligne ),
- « Dream », Poetry, vol. 203, no 3,‎ décembre 2013, p. 228-229 (2 pages) (lire en ligne ),
- « Dream 2 », Poetry, vol. 203, no 3,‎ décembre 2013, p. 230 (1 page) (lire en ligne ),
- « Prophesy », Poetry, vol. 203, no 3,‎ décembre 2013, p. 231 (1 page) (lire en ligne ),
- « London Exchange », Poetry, vol. 205, no 4,‎ janvier 2015, p. 326-327 (2 pages) (lire en ligne ),
- « That Rat's Death », Poetry, vol. 205, no 4,‎ janvier 2015, p. 328-333 (6 pages) (lire en ligne ),
- « Evolution », BOMB, no 132,‎ été 2015, p. 82-83 (2 pages) (lire en ligne ),
- « St. Joseph Father of Whales », Prairie Schooner, vol. 89, no 4,‎ hiver 2015, p. 105-107 (3 pages) (lire en ligne ),
- « Epic for You », Women's Studies Quarterly, vol. 44, nos 3/4,‎ hiver 2016, p. 264-269 (6 pages) (lire en ligne ),
- « Dear Adam », Poetry, vol. 211, no 6,‎ mars 2018, p. 550-552 (3 pages) (lire en ligne ),
- « Transmission », Poetry, vol. 211, no 6,‎ mars 2018, p. 558-563 (6 pages) (lire en ligne ),
- « A hundred per cent », Poetry, vol. 211, no 6,‎ mars 2018, p. 553-557 (5 pages) (lire en ligne ),
- « For My Friend », Poetry, vol. 213, no 3,‎ décembre 2018, p. 214-215 (2 pages) (lire en ligne ),
- « Page America Myles », Columbia: A Journal of Literature and Art, no 57,‎ printemps 2019, Columbia: A Journal of Literature and Art (lire en ligne ),
- Lynn Hershman Leeson et Eileen Myles, « Lynn Hershman Leeson & Eileen Myles The Double », Aperture, no 235,‎ été 2019, p. 46-55 (10 pages) (lire en ligne ),

#### Années 2020-2029
- « Göteborg », Poetry, vol. 216, no 2,‎ mai 2020, p. 162-166 (5 pages) (lire en ligne ),
- « April 15 », Ambit, no 239,‎ hiver 2020, p. 4-5 (2 pages) (lire en ligne ),

## Prix et distinctions
- 1989 : Boursière du  National Endowment for the Arts,
- 1995 : Boursière du National Endowment for the Arts,
- 2001 : Lambda Literary Award for Lesbian Poetry,
- 2010 : Obtention du Shelley Award, délivré par la Poetry Society of America,
- 2012 : Boursière de la Fondation J.S. Guggenheim[6],

## Pour approfondir

### Articles et interviews
- Tom Devaney, « The Art of Talking : An  Interview with Eileen Myles », Rain Taxi,‎ été 2003 (lire en ligne)
- Sophie Erskine, « An Icelandic Personal Culture: An Interview with Eileen Myles », 3:AM Magazine,‎ 2 janvier 2009 (lire en ligne),
- Trish Bendix, « An interview with Eileen Myles », Afterellen,‎ 10 novembre 2010 (lire en ligne),
- C.A. Conrad, « Eileen Myles by CAConrad », sur Bomb Magazine, 28 février 2012,
- Maryam Monalisa Gharavi, « Five Questions with Eileen Myles », sur The New Inquiry, 11 mai 2012,
- Noel Black, « Eileen Myles and [[Noel Black]] », sur Brooklyn Rail, mai 2013,
- Ben Lerner, « Eileen Myles, The Art of Poetry No. 99 », sur The Paris Review, 2015,
- Rachel Monroe, « After 19 Books and a Presidential Bid, Eileen Myles Gets Her Due », sur Vulture, 24 septembre 2015
- Andrea K. Scott, « Shining a Light on Eileen Myles », sur The New Yorker, 15 octobre 2015,
- Michelle Dean, « Eileen Myles: 'People just have to blow it up. That's what I've done for 30 years' », sur The Guardian, 1er octobre 2015,
- Adam Fitzgerald, « Eileen MYLES », sur Interview Magazine, 17 décembre 2015,
- Brooks Barnes, « Eileen Myles, the Poet Muse of ‘Transparent’ » , sur The New York Times, 16 janvier 2016,
- Emily Witt, « The Poet Idolized by a New Generation of Feminists » , sur The New York Times, 15 avril 2016
- Helena Fitzgerald, « Punk Poet Eileen  Myles on Combating Trump, Capiralism with Art », sur RollingStone, 11 septembre 2017,
- Whitney Mallett, « Legendary Poet Eileen Myles’s New Book Is ‘a Dog Memoir’ » , sur Vice, 12 septembre 2017,

### Documents audiovisuels
- Lectures, interviews, conférences sur le site PennSound (téléchargements libres et gratuits).